# 669-й лёгкий бомбардировочный авиационный полк
669-й лёгкий бомбардировочный авиационный полк  — воинское подразделение вооружённых СССР в Великой Отечественной войне.

## История
Сформирован в конце 1941 года.
В составе действующей армии с 01.01.1942 по 13.05.1942.
На вооружении полка состояли самолёты Р-5
Действовал на медвежьегорском направлении Карельского фронта. 18 января 1942 года из боевого вылета не вернулись командир полка майор П. Г. Пудан, штурман полка капитан Дм. П. Кузьменко, начальник связи полка старший лейтенант В. Г. Медведев
13.05.1942 расформирован.

## Полное наименование
- 669-й лёгкий бомбардировочный авиационный полк

## Подчинение
| Дата            | Фронт (округ)    | Армия      | Корпус | Дивизия                             | Примечания |
| --------------- | ---------------- | ---------- | ------ | ----------------------------------- | ---------- |
| 01.01.1942 года | Карельский фронт | -          | -      | 103-я смешанная авиационная дивизия | -          |
| 01.02.1942 года | Карельский фронт | -          | -      | 103-я смешанная авиационная дивизия | -          |
| 01.03.1942 года | Карельский фронт | -          | -      | 103-я смешанная авиационная дивизия | -          |
| 01.04.1942 года | Карельский фронт | 32-я армия | -      | -                                   | -          |
| 01.05.1942 года | Карельский фронт | 32-я армия | -      | -                                   | -          |

## Командиры
- майор Пудан Пётр Григорьевич (декабрь 1941 г. — 18.01.1942 г.[2])
- майор Спиридонов Александр Павлович (январь — май 1942 г.)

## Наиболее отличившиеся летчики полка
- Балабанов Владимир Васильевич, лейтенант, штурман эскадрильи. Приказ Военного Совета Карельского фронта № 0169 от 20.03.1942 г.
- Баринов Сергей Алексеевич, младший лейтенант, пилот. Приказ Военного Совета Карельского фронта № 0383 от 23.07.1942 г.
- Белый Николай Артамонович, младший лейтенант, командир звена. Приказ Военного Совета Карельского фронта № 0383 от 23.07.1942 г.
- Волошин Афанасий Евсеевич, старший лейтенант, заместитель командира эскадрильи. Приказ Военного Совета Карельского фронта № 0169 от 20.03.1942 г.
- Головко Сергей Константинович, старший сержант, стрелок-бомбардир. Приказ Военного Совета Карельского фронта № 0383 от 23.07.1942 г.
- Гусев Пётр Васильевич, старший сержант, стрелок-бомбардир. Приказ Военного Совета Карельского фронта № 0383 от 23.07.1942 г.
- Крылатков Григорий Петрович, лейтенант, командир звена. Приказ Военного Совета Карельского фронта № 0169 от 20.03.1942 г.
- Ленков Алексей Иванович, старший сержант, лётчик. Приказ Военного Совета Карельского фронта № 0383 от 23.07.1942 г.
- Неминущий Михаил Фёдорович, лейтенант, лётчик. Приказ Военного Совета Карельского фронта № 0122 от 22.02.1942 г.
- Крылатков Григорий Петрович, лейтенант, командир звена. Приказ Военного Совета Карельского фронта № 0169 от 20.03.1942 г.
- Плотников Фёдор Захарович, старший сержант, стрелок-бомбардир. Приказ Военного Совета Карельского фронта № 0383 от 23.07.1942 г.
- Савоничев Михаил Николаевич, старший сержант, лётчик. Приказ Военного Совета Карельского фронта № 0383 от 23.07.1942 г.
- Тараканов Николай Иванович, капитан, штурман эскадрильи. Приказ Военного Совета Карельского фронта № 0122 от 22.02.1942 г.
- Чебитько Павел Моисеевич, лейтенант, командир звена. Приказ Военного Совета Карельского фронта № 0169 от 20.03.1942 г.